# Amalasunta
Amalasunta ali Amalasvinta (gotsko Amalaswinþa) je bila hčerka kralja Teodorika Velikega in od leta 526 do 534 kraljica  ostrogotskega Italskega kraljestva, * okoli 495, Ravena, Italsko kraljestvo,  † 30. april 535, otok Martana, Italsko kraljestvo.
Bila je dobro izobražena in je tekoče govorila gotsko, latinsko in grško. 

## Regentka za sina Atalarika
Amalasunta se je prvič tajno poročila s sužnjem Tragvilom, katerega je njena mati ubila. Leta 515 se je poročila z ostrogotskim plemičem Evtarikom, ki je pred tem živel v Vizigotskem kraljestvu na Iberskem polotoku. Evtarik je kmalu umrl in za seboj pustil dva otroka, sina Atalarika in hčerko Matasunto. Ko je Teodorik Veliki leta 526 umrl, ga je nasledil mladoletni vnuk Atalarik, v njegovem imenu pa je kot regentka vladala Amalasunta. Mati mu je poskušala omogočiti šolanje v tradicionalnem rimskem duhu, čemur se je gotsko plemstvo uprlo in zahtevalo, da mora biti vzgojen v duhu gotskega vojaka in da se mora opijati kot ostali barbari. Pretirano pitje je povzročilo njegovo prezgodnjo smrt.  

## Kraljica
Amalasunta je bila med gotskim plemstvom zelo nepriljubljena. Vzdrževala je tesne stike z bizantinskim cesarjem Justinijanom I. in mu dovolila, da uporabi Sicilijo za odskočno desko za Belizarjev napad na Vandale v severni Afriki. Po sinovi smrti je postala kraljica. Njen sovladar je bil sorodnik Teodahad, ki jo je kasneje izdal. Plemstvo se ji je uprlo in jo izgnalo na otok Martana na jezeru Bolsena v Toskani, kjer so jo leta 535 ubili. Ostrogotski kralj je postal Teodahad.

## Zapuščina
Justinijan I. je po njeni smrti poslal v Italijo svojega generala Belizarja in začel bizantinsko-gotsko vojno, ki se je končala z osvojitvijo cele Italije in odstavitvijo kralja Teodahada.

## Zanimivost
Po njej se imenuje asteroid 650 Amalasunta.

### Primarni viri
- Jordanes, Romana et Getica, Berlin, 1822
- Kasiodor, Variae, Berlin, 1894
- Prokopij Cezarejski, De bello Gothico, Lipsia, 1905
- Prokopij Cezarejski, Anecdota, Lipsia, 1906
- Gregor Tourski, Libri Historiarum XV, Hannover, 1942

### Sekundarni vir
- AA. VV., Cassiodoro. Dalla corte di Ravenna al Vivarium di Squillace, Rubbettino editore, Soveria Mannelli, 1993

| Amalasunta Rojen: 495 Umrl: 30. april 535 |                                       |                                |
| Vladarski nazivi                          |                                       |                                |
| Predhodnik: Teodorik Veliki               | regentka Italskega kraljestva 526-534 | Naslednik: Amalasunta Teodahad |
| Predhodnik: Atalarik                      | kraljica Italskega kraljestva 534-535 | Naslednik: Teodahad            |

1. ↑  Encyclopædia Britannica
2. ↑  Amalasuntha // Encyclopædia Britannica: a dictionary of arts, sciences, literature and general information — 11 — New York, Cambridge, England: University Press, 1911. — Vol. 1. — P. 777.
3. ↑  Больсена // Энциклопедический словарь — Sankt Peterburg.: Брокгауз — Ефрон, 1891. — Т. IV. — С. 328.